# Dolichodial
Dolichodial (griechisch δολιχός dolichos ‚lang‘) ist ein monocyclisches Monoterpen mit zwei Aldehydgruppen, welches zur Gruppe der Iridoide gehört. 
Dolichodial und dessen Stereoisomere findet sich im ätherischen Öl bestimmter Pflanzen, aber auch in den Wehrsekreten einiger Insektenarten.

## Isomere
Dolichodial hat in seinem Fünfring drei Stereozentren. Möglich sind daher vier diastereomere Enantiomerenpaare. Als Dolichodial wird die (1S,2R,3S)-konfigurierte Verbindung und ihr spiegelbildliches Isomer mit (1R,2S,3R)-Konfiguration bezeichnet.
| Isomere von Dolichodial |                                |                                 |
| Name                    | (1S,2R,3S)-(−)-Dolichodial (A) | (1R,2S,3R)-(+)-Dolichodial (A′) |
| Strukturformel          |                                |                                 |
| CAS-Nummer              | 60478-52-6                     | 1198-22-7                       |
| CAS-Nummer              | 5951-57-5 (unspez.)            |                                 |
| PubChem                 | 534263                         | –                               |
| PubChem                 | – (unspez.)                    |                                 |
| Wikidata                | Q108782261                     | –                               |
| Wikidata                | Q1235560 (unspez.)             |                                 |

## Vorkommen und Verwendung
Dolichodial (A) wurde 1960 erstmals aus Drüsenameisen der Gattungen Dolichoderus und Iridomyrmex isoliert. Erst sechzehn Jahre später fand man es auch in einer Pflanze, dem Katzen-Gamander Teucrium marum, als wesentlichen Bestandteil des ätherischen Öls.

## Verwandte Verbindungen
Die Paare mit einer von Dolichodial abweichenden Stereochemie werden als Anisomorphal und Peruphasmal bezeichnet. 
| Isomere von Anisomorphal und Peruphasmal |                                        |                                   |                                  |                                  |
| Name                                     | (1S,2S,3S)-(+)-Anisomorphal (B)        | (1R,2R,3R)-(−)-Anisomorphal (B′)  | (1R,2R,3S)-Peruphasmal (C)       | (1S,2S,3R)-Peruphasmal (C′)      |
| Andere Namen                             | trans-(+)-Dolichodial                  |                                   |                                  |                                  |
| Strukturformel                           |                                        |                                   |                                  |                                  |
| CAS-Nummer                               | 3671-76-9                              | –                                 | 913835-25-3                      | –                                |
| CAS-Nummer                               | 1127-66-8 (Anisomorphal, unspez.)      | 1127-66-8 (Anisomorphal, unspez.) | 1127-67-9 (Peruphasmal, unspez.) | 1127-67-9 (Peruphasmal, unspez.) |
| CAS-Nummer                               | 864826-30-2 (epi-Dolichodial, unspez.) |                                   |                                  |                                  |
| PubChem                                  | 76970747                               | –                                 | –                                | –                                |
| PubChem                                  | – (unspez.)                            |                                   |                                  |                                  |
| Wikidata                                 | Q27259133                              | –                                 | –                                | –                                |
| Wikidata                                 | Q97483975 (unspez.)                    |                                   |                                  |                                  |

In der Natur kommt häufig noch das zu Dolichodial C-2-epimere (+)-Anisomorphal (B) vor, das auch als trans-(+)-Dolichodial bezeichnet wurde. A′ bis D′ sind die zu A bis D spiegelbildlichen Verbindungen (Enantiomere). 
Das Anisomorphal (B) wurde 1962 beschrieben als Hauptkomponente des Wehrsekrets der Gespenstschrecke Anisomorpha buprestoides. In kleineren Mengen findet es sich ebenfalls im Katzengamander. Das Peruphasmal (C) hat seinen Namen von der Gespenstschrecke Peruphasma schultei, die dieses Stereoisomer als Hauptkomponente in ihrem Wehrsekret nutzt. Neuere Untersuchungen zeigen, dass A. buprestoides neben Anisomorphal auch Peruphasmal und Dolichodial im Wehrsekret verwendet. Dabei kann in Abhängigkeit von der geographischen Herkunft, vom Alter des Tiers und von individuellen Gegebenheiten eine der drei Verbindungen dominieren. Geschlechtsreife Tiere erzeugen fast ausschließlich Peruphasmal. Ausschließlich Dolichodial findet sich im Wehrsekret der Larven einiger Arten der Blattwespen der Gattung Craesus. Der Fransenflügler Callococcithrips fuscipennis nutzt als Wehrsekret ein Gemisch, welches neben Alkanen und Estern auch Dolichodial und eine weitere Substanz enthält, die möglicherweise dem Stereoisomer D oder D′ des Dolichodials entspricht, die sonst bisher noch nicht in der Natur gefunden wurden.

(1R,2S,3S)-Stereoisomer (D)
(1S,2R,3R)-Stereoisomer (D′)